# 용문중학교 (충북)
용문중학교(龍文中學校)는 충청북도 영동군 용산면 용산리에 있었던 공립 중학교이다.

## 학교 연혁
- 1964년 12월 12일: 용문중학교 설립 인가 (3학급)
- 1965년 3월 10일: 개교
- 1970년 12월 31일: 경부고속도로 통과로 현 위치 이전
- 2004년 9월 21일: 디지털 도서관 개관
- 2008년 11월 4일: 용문교육관(체육관) 개관
- 2017년 3월 1일: 제22대 최기정 교장 부임
- 2018년 2월 9일: 제51회 졸업식(졸업생 14명, 계 5,525명)
- 2018년 3월 2일: 입학식(남 3명, 여 3명 계 6명)
- 2019년 2월 28일 : 폐교 및 인근 학교와 새너울중학교로 통합[1], 54년만에 폐업

## 참고 자료
- 용문중학교 - 한국교육학술정보원 학교알리미